# 市川幹雄
市川 幹雄（いちかわ みきお、1953年4月5日 - ）は、東京都出身のプロゴルファー。
市川ゴルフ興業所属。

## 来歴
17歳からゴルフを始め、日本大学卒業後の1977年にプロ入りする 。
1982年のアジアサーキット・マレーシアオープンでは2日目に田中泰二郎と並んで首位タイのテリー・ゲール（ オーストラリア）、デニー・ペプラー（ アメリカ合衆国）と2打差の5位タイと健闘。
1989年の水戸グリーンオープンでは磯崎功と並んで太田慶治・小島昭彦に次ぐ3位タイ、1990年のミズノTOKYOオープンでは最終日に68をマークして5位タイに入ったが、2000年のフィランソロピートーナメントを最後にレギュラーツアーから引退。
2003年にはキョーエイ産業 鷹の巣シニアで上野忠美と並んでの3位タイに入った。